# Record du monde de natation messieurs du 100 mètres nage libre

Cet article traite de la progression du record du monde de natation messieurs du 100 mètres nage libre en bassin de 50 et 25 mètres.
Il fournit également la progression du record du monde du 100 yards nage libre.

Évolution des records du monde, d'Europe et de France du 100 m NL messieurs en bassin de 50 m (monde en bleu, Europe en rose et France en jaune).

## Bassin de50 mètres
Légende : les mentions « s, d ou f » éventuellement placées entre parenthèses après la nature de la compétition signifient respectivement que le record a été battu au cours d’une série, d’une demi-finale ou d’une finale.
| Temps                   | Athlète                   | Naissance | Âge | Nationalité      | Compétition                                           | Lieu            | Date              |
| ----------------------- | ------------------------- | --------- | --- | ---------------- | ----------------------------------------------------- | --------------- | ----------------- |
| 1 min 5 s 8             | Zoltán von Halmay         | 1881      | 24  | Autriche-Hongrie |                                                       | Vienne          | 3 décembre 1905   |
| 1 min 5 s 6             | Charles Daniels           | 1885      | 23  | États-Unis       | Jeux olympiques (bassin de 100 mètres)                | Londres         | 20 juillet 1908   |
| 1 min 2 s 8             | Charles Daniels           | 1885      | 25  | États-Unis       | Tentative de record spéciale par le New York AC (tt)  | New York        | 15 avril 1910     |
| 1 min 2 s 4             | Kurt Bretting             | 1892      | 20  | Empire allemand  |                                                       | Bruxelles       | 6 avril 1912      |
| 1 min 2 s 6             | Duke Kahanamoku           | 1890      | 22  | États-Unis       | Séries aux Jeux olympiques, bassin de 100 mètres      | Suède Stockholm | 6 juillet 1912    |
| 1 min 1 s 6             | Duke Kahanamoku           | 1890      | 22  | États-Unis       |                                                       | Hambourg        | 20 juillet 1912   |
| 1 min 1 s 4             | Duke Kahanamoku           | 1890      | 28  | États-Unis       | Exposition internationale                             | New York        | 9 août 1918       |
| 1 min 0 s 4             | Duke Kahanamoku           | 1890      | 30  | États-Unis       | Jeux olympiques, bassin de 100 mètres                 | Anvers          | 24 août 1920      |
| 58 s 6                  | Johnny Weissmuller        | 1904      | 18  | États-Unis       |                                                       | Alameda         | 9 juillet 1922    |
| 57 s 4                  | Johnny Weissmuller        | 1904      | 20  | États-Unis       |                                                       | Miami           | 17 février 1924   |
| 56 s 8                  | Peter Fick                | 1913      | 21  | États-Unis       | Yale University Swimming Carnival                     | New Haven       | 2 mars 1934       |
| 56 s 6                  | Peter Fick                | 1913      | 22  | États-Unis       | Yale University Swimming Carnival (tt)                | New Haven       | 5 mars 1935       |
| 56 s 4                  | Peter Fick                | 1913      | 23  | États-Unis       | Yale Benefit Event for the United States Olympic team | New Haven       | 11 février 1936   |
| 55 s 9                  | Alan Ford                 | 1923      | 21  | États-Unis       | Tentative de record (tt)                              | New Haven       | 13 avril 1944     |
| 55 s 8                  | Alex Jany                 | 1929      | 18  | France           |                                                       | Menton          | 15 septembre 1947 |
| 55 s 4                  | Alan Ford                 | 1923      | 25  | États-Unis       | New Haven Swim Club team time trial (tt)              | New Haven       | 29 juin 1948      |
| 54 s 8                  | Dick Cleveland            | 1929      | 25  | États-Unis       | Championnats des États-Unis tentative de record (tt)  | New Haven       | 1er avril 1954    |
| Nouvelle réglementation |                           |           |     |                  |                                                       |                 |                   |
| 55 s 4                  | John Henricks             | 1935      | 21  | Australie        | Jeux olympiques                                       | Melbourne       | 30 novembre 1956  |
| 55 s 2                  | John Devitt               | 1937      | 20  | Australie        | Championnats de Nouvelles Galles du Sud               | Sydney          | 19 janvier 1957   |
| 54 s 6                  | John Devitt               | 1937      | 20  | Australie        | Championnats du Queensland                            | Brisbane        | 28 janvier 1957   |
| 54 s 4                  | Stephen Clark             | 1943      | 18  | États-Unis       | Championnats américains                               | Budapest        | 18 août 1961      |
| 53 s 6                  | Manuel dos Santos         | 1939      | 22  | Brésil           | Tentative spéciale de RM du Club de Regatas Guanabara | Rio de Janeiro  | 20 septembre 1961 |
| 52 s 9                  | Alain Gottvallès          | 1942      | 22  | France           | (r)                                                   | Budapest        | 13 septembre 1964 |
| 52 s 9                  | Stephen Clark             | 1943      | 21  | États-Unis       | Jeux olympiques (r)                                   | Tokyo           | 14 octobre 1964   |
| 52 s 6                  | Ken Walsh                 | 1945      | 22  | États-Unis       | Jeux pan-américains                                   | Winnipeg        | 27 juillet 1967   |
| 52 s 6                  | Zac Zorn                  | 1947      | 21  | États-Unis       | Sélections américaines                                | Los Angeles     | 2 septembre 1968  |
| 52 s 2                  | Michael Wenden            | 1949      | 19  | Australie        | Jeux olympiques                                       | Mexico          | 19 octobre 1968   |
| 51 s 94                 | Mark Spitz                | 1950      | 20  | États-Unis       | Championnats des États-Unis                           | Chicago         | 23 août 1970      |
| 51 s 47                 | Mark Spitz                | 1950      | 22  | États-Unis       | Sélections des États-Unis                             | Chicago         | 5 août 1972       |
| 51 s 22                 | Mark Spitz                | 1950      | 22  | États-Unis       | Jeux olympiques                                       | Munich          | 3 septembre 1972  |
| 51 s 12                 | Jim Montgomery            | 1955      | 20  | États-Unis       | Sélections des États-Unis                             | Long Beach      | 21 juin 1975      |
| 51 s 11                 | Andy Coan                 | 1958      | 17  | États-Unis       | An Amateur Athletic Union Region Four meet            | Fort Lauderdale | 3 août 1975       |
| 50 s 59                 | Jim Montgomery            | 1955      | 20  | États-Unis       | Championnats des États-Unis (d)                       | Kansas City     | 23 août 1975      |
| 50 s 39                 | Jim Montgomery            | 1955      | 21  | États-Unis       | Jeux olympiques (d)                                   | Montréal        | 24 juillet 1976   |
| 49 s 99                 | Jim Montgomery            | 1955      | 21  | États-Unis       | Jeux olympiques (f)                                   | Montréal        | 25 juillet 1976   |
| 49 s 44                 | Jonty Skinner             | 1954      | 22  | Afrique du Sud   | Championnats des États-Unis                           | Philadelphie    | 14 août 1976      |
| 49 s 36                 | Rowdy Gaines              | 1959      | 22  | États-Unis       | Tentative de record                                   | Austin          | 3 avril 1981      |
| 49 s 24                 | Matt Biondi               | 1965      | 20  | États-Unis       | Championnats américains (s)                           | Mission Viejo   | 6 août 1985       |
| 48 s 95                 | Matt Biondi               | 1965      | 20  | États-Unis       | Championnats américains                               | Mission Viejo   | 6 août 1985       |
| 48 s 74                 | Matt Biondi               | 1965      | 21  | États-Unis       | Sélections américaines (CM)                           | Orlando         | 24 juin 1986      |
| 48 s 42                 | Matt Biondi               | 1965      | 23  | États-Unis       | Sélections américaines (JO)                           | Austin          | 10 août 1988      |
| 48 s 21                 | Aleksandr Popov           | 1971      | 23  | Russie           | Mare Nostrum                                          | Monaco          | 18 juin 1994      |
| 48 s 18                 | Michael Klim              | 1977      | 23  | Australie        | Jeux olympiques (r)                                   | Sydney          | 16 septembre 2000 |
| 47 s 84                 | Pieter van den Hoogenband | 1978      | 22  | Pays-Bas         | Jeux olympiques (d)                                   | Sydney          | 19 septembre 2000 |
| 47 s 60                 | Alain Bernard             | 1983      | 24  | France           | Championnats d'Europe (d)                             | Eindhoven       | 21 mars 2008      |
| 47 s 50                 | Alain Bernard             | 1983      | 24  | France           | Championnats d'Europe (f)                             | Eindhoven       | 22 mars 2008      |
| 47 s 24                 | Eamon Sullivan            | 1985      | 22  | Australie        | Jeux olympiques (r)                                   | Pékin           | 11 août 2008      |
| 47 s 20                 | Alain Bernard             | 1983      | 24  | France           | Jeux olympiques (d)                                   | Pékin           | 13 août 2008      |
| 47 s 05                 | Eamon Sullivan            | 1985      | 22  | Australie        | Jeux olympiques (d)                                   | Pékin           | 13 août 2008      |
| 46 s 94,                | Alain Bernard             | 1983      | 25  | France           | Championnats de France (d)                            | Montpellier     | 23 avril 2009     |
| 46 s 91                 | César Cielo               | 1987      | 22  | Brésil           | Championnats du monde 2009 (f)                        | Rome            | 30 juillet 2009   |
| 46 s 86                 | David Popovici            | 2004      | 17  | Roumanie         | Championnats d'Europe (f)                             | Rome            | 13 août 2022      |
| 46 s 80                 | Pan Zhanle                | 2004      | 19  | Chine            | Championnats du monde                                 | Doha            | 11 février 2024   |
| 46 s 40                 | Pan Zhanle                | 2004      | 19  | Chine            | Jeux olympiques (d)                                   | Paris           | 31 juillet 2024   |

### Meilleurs temps lancés
Il s'agit ici, non pas de records du monde officiels mais des meilleurs temps effectués dans des relais avec ce que l'on appelle un départ lancé.
Mise à jour le 24 septembre 2019.
| Temps    | Athlète                   | Naissance | Âge | Nationalité | Compétition                      | Lieu      | Date            |
| -------- | ------------------------- | --------- | --- | ----------- | -------------------------------- | --------- | --------------- |
| 47 s 66  | Matt Biondi               | 1965      | 20  | États-Unis  | Championnats pan-pacifiques (rf) | Tokyo     | 17 août 1985    |
| 47 s 12  | Pieter van den Hoogenband | 1978      | 24  | Pays-Bas    | Championnats d'Europe (rf)       | Berlin    | 29 juillet 2002 |
| 46 s 70  | Pieter van den Hoogenband | 1978      | 25  | Pays-Bas    | Championnats du monde (rf)       | Barcelone | 27 juillet 2003 |
| 46 s 63  | Frédérick Bousquet        | 1981      | 27  | France      | Jeux olympiques                  | Pékin     | 11 août 2008    |
| 46 s 06, | Jason Lezak               | 1975      | 33  | États-Unis  | Jeux olympiques (rf)             | Pékin     | 11 août 2008    |

Sans combinaison
| Temps   | Athlète                   | Naissance | Âge | Nationalité | Compétition                      | Lieu      | Date            |
| ------- | ------------------------- | --------- | --- | ----------- | -------------------------------- | --------- | --------------- |
| 47 s 66 | Matt Biondi               | 1965      | 20  | États-Unis  | Championnats pan-pacifiques (rf) | Tokyo     | 17 août 1985    |
| ------  |                           |           |     |             |                                  |           |                 |
| 46 s 90 | Fabien Gilot              | 1984      | 29  | France      | Championnats du monde            | Barcelone | 28 juillet 2013 |
| 46 s 74 | Yannick Agnel             | 1992      | 20  | France      | Jeux Olympiques                  | Londres   | 29 juillet 2012 |
| 46 s 70 | Pieter van den Hoogenband | 1978      | 25  | Pays-Bas    | Championnats du monde (rf)       | Barcelone | 27 juillet 2003 |
| 46 s 60 | Cameron McEvoy            | 1994      | 21  | Australie   | Championnats du monde (rf)       | Kazan     | 9 août 2015     |
| 46 s 14 | Duncan Scott              | 1997      | 22  | Royaume-Uni | Championnats du monde (rf)       | Gwangju   | 28 juillet 2019 |
| 45 s 92 | Pan Zhanle                | 2004      | 20  | Chine       | Jeux olympiques                  | Paris     | 4 août 2024     |

## Bassin de25 mètres
Légende : les mentions « s, d ou f » éventuellement placées entre parenthèses après la nature de la compétition signifient respectivement que le record a été battu au cours d’une série, d’une demi-finale ou d’une finale.
| Temps       | Athlète         | Naissance | Âge | Nationalité          | Compétition                | Lieu                | Date             |
| ----------- | --------------- | --------- | --- | -------------------- | -------------------------- | ------------------- | ---------------- |
| 48 s 20 MPM | Michael Groß    | 1972      | 21  | Allemagne de l'Ouest |                            | Offenbach           | 11 février 1988  |
| 47 s 94     | Gustavo Borges  | 1972      | 21  | Brésil               | Championnats du Brésil     | São Paulo           | 2 juillet 1993   |
| 47 s 83     | Aleksandr Popov | 1971      | 23  | Russie               | Coupe du monde             | Hong Kong           | 1er janvier 1994 |
| 47 s 82     | Aleksandr Popov | 1971      | 23  | Russie               | Coupe du monde             | Pékin               | 5 janvier 1994   |
| 47 s 12     | Aleksandr Popov | 1971      | 23  | Russie               | Coupe du monde             | Desenzano del Garda | 12 mars 1994     |
| 46 s 74     | Aleksandr Popov | 1971      | 23  | Russie               | Coupe du monde             | Gelsenkirchen       | 19 mars 1994     |
| 46 s 25     | Ian Crocker     | 1982      | 22  | États-Unis           | Championnats NCAA          | East Meadow         | 27 mars 2004     |
| 46 s 25     | Roland Schoeman | 1980      | 25  | Afrique du Sud       | Coupe du monde             | Berlin              | 22 janvier 2005  |
| 45 s 83     | Stefan Nystrand | 1981      | 26  | Suède                | Coupe du monde (f)         | Berlin              | 17 novembre 2007 |
| 45 s 69     | Alain Bernard   | 1983      | 25  | France               | Championnats de France (f) | Angers              | 7 décembre 2008  |
| 45 s 12     | Amaury Leveaux  | 1985      | 23  | France               | Championnats d'Europe (d)  | Rijeka              | 12 décembre 2008 |
| 44 s 94     | Amaury Leveaux  | 1985      | 23  | France               | Championnats d'Europe (f)  | Rijeka              | 13 décembre 2008 |
| 44 s 84     | Kyle Chalmers   | 1998      | 23  | Australie            | Coupe du monde             | Kazan               | 29 octobre 2021  |

### Meilleurs temps lancés
Il s'agit ici, non pas de records du monde officiels mais des meilleurs temps effectués dans des relais avec ce que l'on appelle un départ lancé.
Mise à jour le 8 décembre 2014.
Sans combinaison
| Temps    | Athlète           | Naissance | Âge | Nationalité | Compétition                | Lieu      | Date             |
| -------- | ----------------- | --------- | --- | ----------- | -------------------------- | --------- | ---------------- |
| 44 s 94  | Fabien Gilot      | 1984      | 26  | France      | Championnats du monde (rf) | Dubaï     | 19 décembre 2010 |
| 44 s 80, | Florent Manaudou  | 1990      | 24  | France      | Championnats du monde (rf) | Doha      | 3 décembre 2014  |
| 44 s 67  | Cesar Cielo Filho | 1987      | 27  | Brésil      | Championnats du monde (rf) | Doha      | 7 décembre 2014  |
| 44 s 63  | Kyle Chalmers     | 1998      | 24  | Australie   | Championnats du monde (rf) | Melbourne | 18 décembre 2022 |

## 100 yards nage libre
| Temps   | Athlète            | Naissance | Âge | Nationalité Université                     | Compétition           | Lieu            | Date              |
| ------- | ------------------ | --------- | --- | ------------------------------------------ | --------------------- | --------------- | ----------------- |
| 53 s 20 | Johnny Weissmuller | 1904      | 17  | États-Unis Illinois AC                     |                       | Brighton Beach  | 24 septembre 1921 |
| ---     |                    |           |     |                                            |                       |                 |                   |
| 48 s 20 | Robin Moore        |           |     | États-Unis Stanford                        |                       |                 | 19 mai 1956       |
| 48 s 00 | Jeff Farrell       |           |     | États-Unis New Haven SC                    |                       |                 | 2 avril 1960      |
| 46 s 80 | Stephen Clark      |           |     | États-Unis individuel                      |                       |                 | 1er avril 1961    |
| 46 s 50 | Steve Jackman      |           |     | États-Unis Montana                         | Championnats NCAA     |                 | 20 mars 1963      |
| 45 s 60 | Stephen Clark      |           |     | États-Unis Yale                            |                       |                 | 3 avril 1965      |
| 45 s 60 | Ken Walsh          |           |     | États-Unis Michigan State                  | Championnats NCAA     |                 | 25 mars 1967      |
| 45 s 30 | Zachary Zorn       |           |     | États-Unis UCLA                            | Championnats NCAA     |                 | 30 mars 1968      |
| 45 s 00 | Dave Edgar         |           |     | États-Unis Tennessee                       |                       |                 | 12 février 1971   |
| 44 s 50 | Dave Edgar         |           |     | États-Unis Tennessee                       | Championnats NCAA     |                 | 27 mars 1971      |
| 44 s 73 | Dave Edgar         |           |     | États-Unis Tennessee                       | Championnats NCAA     |                 | 27 mars 1971      |
| 44 s 69 | Dave Edgar         |           |     | États-Unis Tennessee                       | Championnats NCAA     |                 | 27 mars 1971      |
| 43 s 99 | Andrew Coan        |           |     | États-Unis Pinecrest                       |                       |                 | 22 février 1975   |
| 43 s 49 | Joseph Bottom      |           |     | États-Unis Université de Californie du Sud | Championnats NCAA     |                 | 26 mars 1977      |
| 43 s 25 | Andrew Coan        |           |     | États-Unis Tennessee                       | Championnats NCAA     |                 | 24 mars 1979      |
| 43 s 16 | Rowdy Gaines       | 1959      | 21  | États-Unis Auburn                          | Championnats NCAA (s) |                 | 29 mars 1980      |
| 43 s 08 | Rowdy Gaines       | 1959      | 22  | États-Unis Auburn                          |                       |                 | 7 mars 1981       |
| 42 s 62 | Rowdy Gaines       | 1959      | 22  | États-Unis Auburn                          | Championnats NCAA (s) |                 | 28 mars 1981      |
| 42 s 38 | Rowdy Gaines       | 1959      | 22  | États-Unis Auburn                          | Championnats NCAA     |                 | 28 mars 1981      |
| 42 s 36 | Matt Biondi        | 1965      | 20  | États-Unis Californie                      | Championnats NCAA     |                 | 30 mars 1985      |
| 41 s 87 | Matt Biondi        | 1965      | 20  | États-Unis Californie                      | Championnats NCAA     |                 | 30 mars 1985      |
| 41 s 80 | Matt Biondi        | 1965      | 22  | États-Unis Californie                      | Championnats NCAA     |                 | 4 avril 1987      |
| 41 s 80 | Anthony Ervin      | 1981      | 20  | États-Unis Californie                      | Championnats NCAA     | College Station | 24 mars 2001      |
| 41 s 62 | Anthony Ervin      | 1981      | 21  | États-Unis Californie                      | Championnats NCAA     | Athens          | 30 mars 2002      |
| 41 s 49 | Duje Draganja      | 1983      | 22  | Croatie Californie                         | Championnats NCAA (f) | Minneapolis     | 26 mars 2005      |
| 41 s 17 | César Cielo        | 1987      | 20  | Brésil Auburn                              | Championnats NCAA (f) | Minneapolis     | 17 mars 2007      |
| 41 s 12 | César Cielo        | 1987      | 21  | Brésil Auburn                              | Championnats NCAA (s) | Federal Way     | 29 mars 2008      |
| 40 s 92 | César Cielo        | 1987      | 21  | Brésil Auburn                              | Championnats NCAA (f) | Federal Way     | 29 mars 2008      |
| 40 s 76 | Vladimir Morozov   | 1992      | 21  | Russie Université de Californie du Sud     | Championnats NCAA (f) | Indianapolis    | 30 mars 2013      |
| 40 s 46 | Caeleb Dressel     | 1996      | 20  | États-Unis Florida Gators                  | Championnats NCAA (f) | Atlanta         | 26 mars 2016      |
| 40 s 00 | Caeleb Dressel     | 1996      | 21  | États-Unis Florida Gators                  | Championnats NCAA (f) | Indianapolis    | 25 mars 2017      |
| 39 s 90 | Caeleb Dressel     | 1996      | 22  | États-Unis Florida Gators                  | Championnats NCAA (f) | Minneapolis     | 24 mars 2018      |